# Carmel-Markt

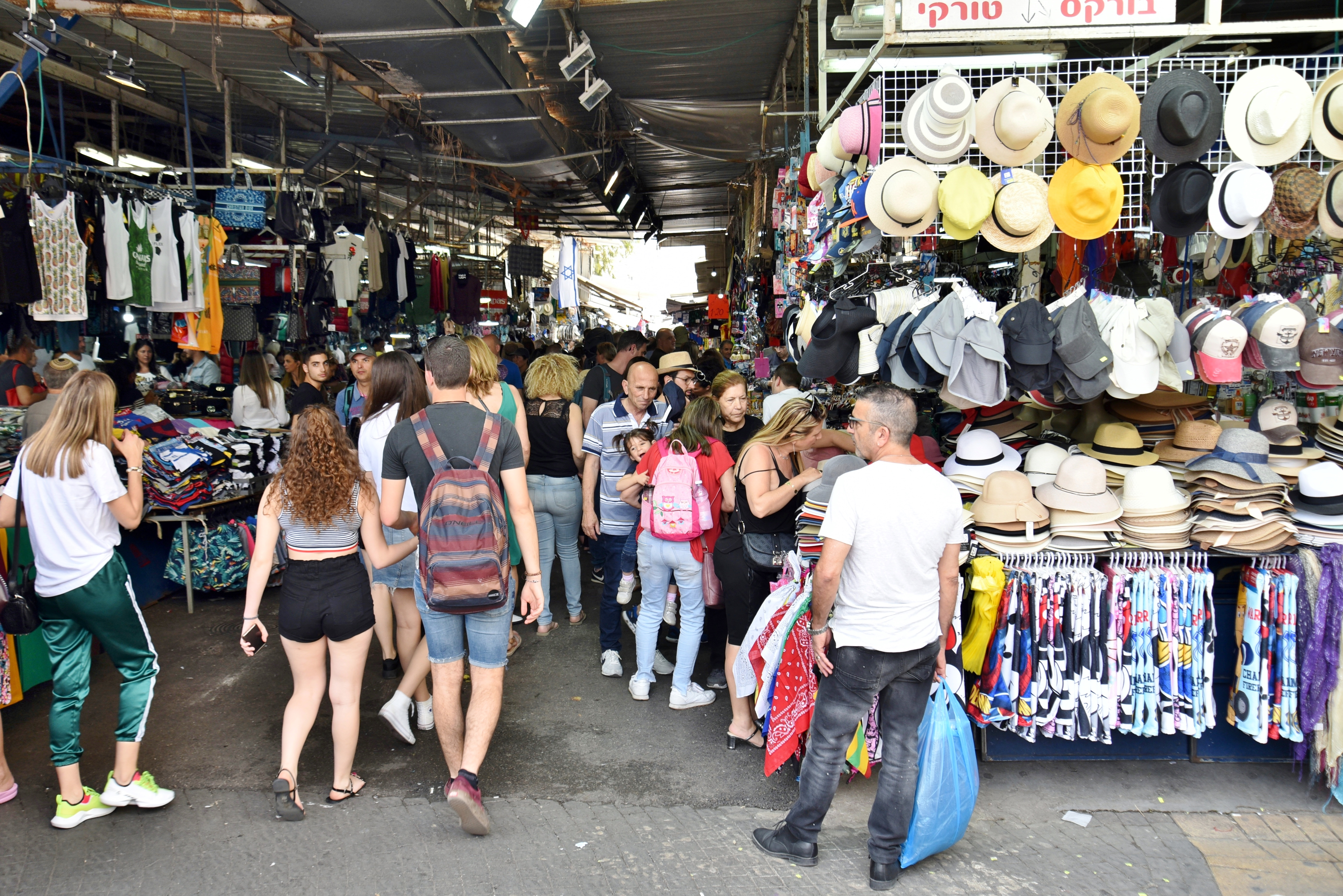
Eingang zum Carmel-Markt vom Magen David Square

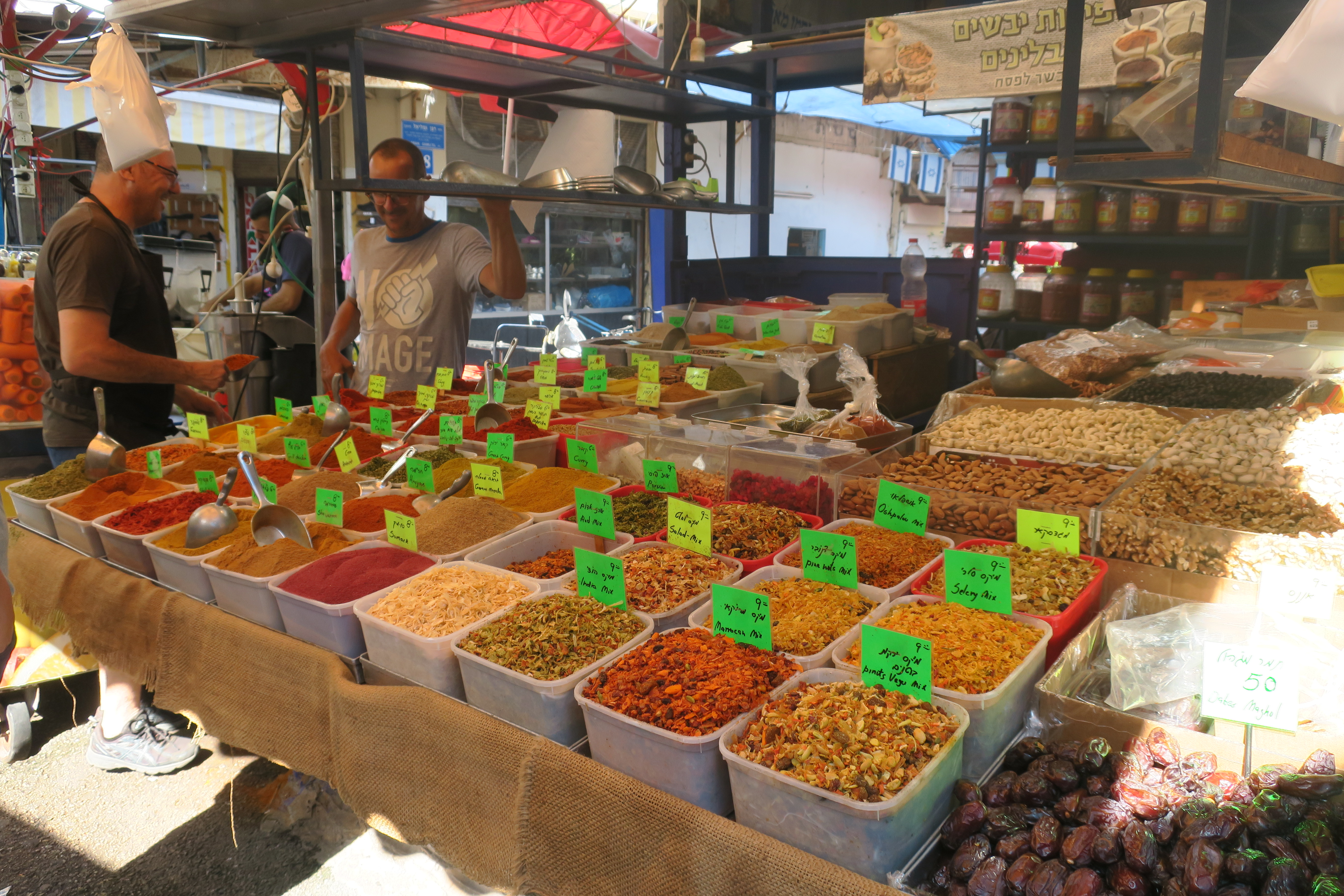
Gewürzstand

Der Carmel-Markt (hebräisch שׁוּק הַכַּרְמֶל Schūq haCarmel, deutsch ‚Markt des Karmel‘) ist hauptsächlich ein Obst und Gemüsemarkt in Tel Aviv, angeboten werden aber auch andere Dinge des täglichen Bedarfs. Der Markt liegt am Rechov haCarmel (hebräisch רְחוֹב הַכַּרְמֶל Rəchōv haCarmel, deutsch ‚Straße des Karmel‘, englisch ‚Carmel Street‘) und grenzt an den Rechov Allenby (hebräisch רְחוֹב אַלנְבִּי englisch ‚Allenby Street‘), eine wichtige Einkaufsstraße und Verkehrsachse. Täglich außer an Schabbat kaufen hier Touristen wie Einheimische ein.
Am 1. November 2004 zündete ein Selbstmord-Attentäter auf dem Markt eine Bombe, durch die drei Personen getötet und rund 30 verletzt wurden. Die Volksfront für die Befreiung Palästinas (PFLP) bekannte sich zu dem Attentat.